# Mesoleptogaster loaloa
Mesoleptogaster loaloa là một loài ruồi trong họ Asilidae. Mesoleptogaster loaloa được Evenhuis miêu tả năm 2006. Loài này phân bố ở miền Australasia.